# Mâcon
Mâcon [maˈkõ] ist eine französische Stadt mit 34.759 Einwohnern (Stand: 1. Januar 2022) an der Saône, etwa 60 Kilometer nördlich von Lyon. Sie ist Sitz der Präfektur des Départements Saône-et-Loire in der Region Bourgogne-Franche-Comté. Die umgebende Landschaft, das Mâconnais, entspricht etwa dem Arrondissement Mâcon.

## Geschichte

### Antike
Die Stadt wurde im 3. Jahrhundert v. Chr. an einer Furt der Saône durch den keltischen Stamm der Äduer (Häduer) unter dem Namen Matisco gegründet. Die Römer errichteten hier ein befestigtes Castrum (Castrum Matisconense), wodurch die Stadt wuchs. Im 4. Jahrhundert erhielt sie eine Befestigung. Der Schatz von Mâcon ist ein römischer Silber- und Geldschatz, der 1764 entdeckt wurde. Ein Großteil ging verloren, der Rest ist im British Museum in London ausgestellt.

### Mittelalter
Im 6. Jahrhundert eroberten die Franken das Gebiet. Die Stadt wurde 536 zum Bistum Mâcon erhoben. Gregor von Tours nannte die Stadt Matescense, karolingische Urkunden nannten sie nun Madasconis (842, Regesta Imperii I, 1091) und Masconis (887, Reg. Imp. I, 1372). Als König Karl der Kahle hier weilte, nannte sein Schreiber sie Matescensium (Reg. Imp. I, 2533). Im späteren Mittelalter kaufte König Ludwig IX. von Frankreich die Grafschaft und Mâcon wurde Hauptsitz von Burgund. Im Hundertjährigen Krieg wurde die Stadt stark zerstört. Die Bewohner bauten Mâcon wieder auf, das nun zum Herrschaftsgebiet von Karl dem Kühnen gehörte. Nach dessen Tod bestätigte Ludwig XI. im Jahr 1477 dem Grafen von Mâcon die Stadtprivilegien.
In Mâcon fanden sechs fränkische Synoden der römisch-katholischen Kirche statt, in deren Folge u. a. Juden diskriminiert wurden.

### 16. bis 19. Jahrhundert
Durch ihre Lage am Fluss Saône war die Stadt für französische Herrscher von strategischer Bedeutung. Karl IX. von Chalon, der Gerichtshof, die königliche Hofgesellschaft, Heinrich von Navarra (Herzog des Anjou) sowie Kardinäle aus Bourbon und Lothringen machten hier im 16. Jahrhundert Station. Mâcon beherbergte während der Religionskriege auch Schweizer und deutsche Söldner. Im September 1602 wurde der Ort durch lang anhaltenden Dauerregen überflutet. Im Jahr 1790 wurde Mâcon Hauptstadt des neu geschaffenen Départements Saône-et-Loire. 1814 wurde die Stadt von der österreichischen Armee erobert. Französische Truppen konnten sie noch einmal kurzzeitig zurückgewinnen, doch 1815 wurde sie erneut von den Österreichern besetzt.

### 20. Jahrhundert
Im Zweiten Weltkrieg gehörte Mâcon bis 1942 zum Vichy-Regime. Danach besetzte die Wehrmacht Stadt und Umgebung. Im März 1944 wurde der Résistancekämpfer Alfred Gross, der mit Fallschirmen abgeworfene Waffen an sein Netzwerk „Grand-Père“ verteilte, in Mâcon von den Deutschen festgenommen, doch gelang ihm darauf die Flucht. Unter Jean de Lattre de Tassigny wurde Mâcon befreit, nachdem die Alliierten am 4. September 1944 in der Provence gelandet waren. 
1974 erhielt Mâcon den vom Europarat gestifteten Preis von Europa.

## Wappen
Beschreibung: In Rot drei (2:1) silberne Ringe.

## Bauwerke
- alte Kathedrale Saint-Vincent (Erstbau aus dem 6. Jahrhundert), 1799 abgerissen und an der Place St. Vincent in der heutigen Form neu errichtet
- neue Kathedrale Saint-Vincent an der Place Lamartine → Hauptartikel: Kathedrale von Mâcon
- Kirche Saint-Pierre, um 1860 fertiggestellt
- ein aus Holz 1490–1510 erbautes Wohnhaus, mit geschnitzten Figuren geschmückt
- ein ehemaliges Ursulinerinnenkloster aus der zweiten Hälfte des 17. Jahrhunderts, seit 1968 Museum
- Pont Saint-Laurent, eine Steinbrücke über die Saone, die auf das 11. Jahrhundert zurückgeht. 1221 wurde die Brücke rüstungstechnisch zur Verteidigung der Stadt ausgebaut: Bei Gefahr konnten eiserne Ketten in den Fluss herabgelassen werden, die den Fluss unpassierbar machten. In der Mitte des 15. Jahrhunderts wurde die Brücke um fünf weitere Bögen verlängert, um den Lauf des Flusses in Richtung Bresse abzuleiten und dadurch die Gefahr von Überschwemmungen, die die Stadt regelmäßig heimsuchten, zu vermindern.

## Wirtschaft und Bildung
Wirtschaftlich von Bedeutung sind die Flussschifffahrt, Industriebetriebe (Metall, Druckereien, Herstellung von Baufahrzeugen) und Einrichtungen für den Tourismus sowie Wein (vor allem Weißwein) aus dem großen Anbaugebiet Mâconnais; siehe auch Burgund (Weinbaugebiet). Im Bereich der Bildung gibt es fünf Collèges, vier Lycées, ein Lehrerbildungsinstitut, eine private Informatikerschule, ein Kulturzentrum und eine Bibliothek.

## Sport
Auf sportlichem Gebiet haben insbesondere die Frauenfußballerinnen des Racing Club Flacé-lès-Mâcon in den 1980er und frühen 1990er Jahren landesweit Erfolge gefeiert.
1894, 1920, 1951 und 1959 fanden die Ruder-Europameisterschaften in Mâcon statt, sowie schon häufig die französischen Meisterschaften. Das Macon-Blatt trägt den Namen der Stadt.

## Bevölkerungsentwicklung
| Jahr                       | 1793   | 1851   | 1901   | 1954   | 1990   | 1999   | 2011   | 2021   |
| -------------------------- | ------ | ------ | ------ | ------ | ------ | ------ | ------ | ------ |
| Einwohner                  | 12.000 | 16.783 | 18.928 | 22.393 | 37.275 | 34.469 | 33.730 | 34.448 |
| Quellen: Cassini und INSEE |        |        |        |        |        |        |        |        |

## Partnerstädte
- Neustadt an der Weinstraße (Deutschland), seit 1956
- Crewe and Nantwich (Vereinigtes Königreich), seit 1957
- Overijse (Belgien), seit 1960
- Macon, Georgia (Vereinigte Staaten), seit 1972
- Lecco (Italien), seit 1973
- Alcázar de San Juan (Spanien), seit 1980
- Eger (Erlau) (Ungarn), seit 1985
- Pori (Finnland), seit 1990
- Santo Tirso (Portugal), seit 1992

## Persönlichkeiten
- Lucie Aubrac (1912–2007), Geschichtslehrerin und Mitglied der französischen Résistance
- Yves Baumgarten (* 1964), römisch-katholischer Geistlicher, Bischof von Le Puy-en-Velay
- Léon Couturier (1842–1935), Maler und Buchillustrator
- Nicolas Debeaumarché (* 1998), Radrennfahrer
- Gustave Delahante (1816–1905), Ingenieur und Eisenbahnunternehmer
- Joseph-Philibert Desblanc (1760–1820), Ingenieur, Erfinder und Uhrmacher
- Jean Desvignes (1900–1935), Autorennfahrer
- Alain Digbeu (* 1975), Basketballspieler
- Manae Feleu (* 2000), Rugby-Union-Spielerin
- Victor Giraud (1868–1953), Romanist, Journalist und Literaturwissenschaftler
- Jean-Claude Goyon (1937–2021), Ägyptologe
- Philippe Grandjean de Fouchy (1666–1714), Schriftgießer
- Antoine Griezmann (* 1991), Fußballspieler
- Alphonse de Lamartine (1790–1869), Dichter
- Alfred Lacroix (1863–1948), Mineraloge und Geologe
- Georges Lecomte (1867–1958), Schriftsteller und Mitglied der Académie française
- Marine Lorphelin (* 1993), Model
- Claude Louis Mathieu (1783–1875), Mathematiker und Astronom
- Jean-Charles Meunier (1934–2001), Filmemacher, Regisseur, Drehbuchautor und Trickfilmer
- Hippolyte Petitjean (1854–1929), Maler
- Gabriel Piguet (1887–1952), römisch-katholischer Geistlicher, Bischof von Clermont, Gerechter unter den Völkern
- Valentin Rongier (* 1994), Fußballspieler
- Charles Ratton (1897–1986), Kunsthändler
- Laurent Sénéchal (* 1978), Filmeditor und Schnittassistent
- Joseph Monet und Adrian Goyon, Gründer der Motorrad- und Autofirma Monet et Goyon (1917–1957)